# Міжнаціональна хокейна ліга
Міжнаціональна хокейна ліга (рос. Межнациональная хоккейная лига) — хокейна ліга, яка існувала в період з 1992 по 1996 роки. Створена в 1992 році з метою збереження єдиного хокейного чемпіонату для країн СНД і Балтії, які з'явилися після розпаду СРСР.
Штаб-квартира МХЛ розташовувалась у Москві, і тому багато рішень Виконкому МХЛ викликали протиріччя між російськими та іншими клубами. Так, наприклад, не передбачали вікон у чемпіонаті для українського, білоруського, латвійського і казахських клубів для участі у чемпіонатах світу по групам «C» і «B». У той ж час календар ігор у турнірах МХЛ зверстувався під російську збірну, яка грала в міжнародних турнірах і чемпіонаті світу у групі «А».
По завершенні сезону 1995—1996 російські клуби в односторонньому порядку вийшли із МХЛ, тим самим припнивши його існування.
Турнір МХЛ щорічно змінював свій формат: у сезонах 1992—1993 і 1994—1995 розігрували Кубок МХЛ (регулярний чемпіонат був відбором до Кубку МХЛ). У сезонах 1993—1994 і 1995—1996 чемпіонат і кубок МХЛ проводились окремо. За перемогу нараховувалась по 2 очка, за нічию — 1, за поразку — 0. Кількість команд у турнірах МХЛ постійно збільшувалась за рахунок елітної або вищої ліги відкритого чемпіонату Росії.

## Переможці
| Сезон   | Учасники | Чемпіон       | Срібний призер | Бронзовий призер                         | Володар кубка |
| ------- | -------- | ------------- | -------------- | ---------------------------------------- | ------------- |
| 1992—93 | 24       | Динамо Москва | Лада Тольятті  | Крила Рад Москва/Трактор Челябінськ      | Динамо Москва |
| 1993—94 | 24       | Лада Тольятті | Динамо Москва  | Трактор Челябінськ                       | Лада Тольятті |
| 1994—95 | 28       | Динамо Москва | Лада Тольятті  | Салават Юлаєв Уфа/Металург Магнітогорськ | Динамо Москва |
| 1995—96 | 28       | Лада Тольятті | Динамо Москва  | Салават Юлаєв Уфа/Авангард Омськ         | Динамо Москва |